# Alisio
Alisio (in greco antico: Αλείσιον?) era una città dell'antica Grecia, ubicata nell'Elide, citata da Omero nel catalogo delle navi nell'Iliade.

## Storia
Strabone, così come Apollodoro, la identifica con la città chiamata a suo tempo Alesieo. Il geografo la situa nella regione denominata Anfidolide, lungo la strada che andava da Elis ad Olimpia Tuttavia, fin dai tempi antichi c'erano discrepanze sull'identità di Alisio, tanto che sia Aristarco che Demetrio di Scepsi indicano che in questo passaggio Omero si riferisce alla tomba di un personaggio della mitologia greca che era pretendente di Ippodamia chiamato Alisio, mentre altri autori credevano che Alisio fosse il nome di un fiume.